# 让·维克托·马里·莫罗
让·维克托·马里·莫罗（法語：Jean Victor Marie Moreau，法語發音：[ʒɑ̃ viktɔʁ maʁi mɔʁo]；；1763年2月14日—1813年9月2日）法国大革命战争中的主要将领，戰功彪炳，多次贏得對聯軍的勝利，法兰西第一共和国元帅。曾帮助拿破仑·波拿巴上台，后为拿破仑政权的坚决反对者，因此被放逐到美国。后来他进入俄国军队作为亚历山大一世的顾问，在德累斯顿战役中被大炮击中，后不治身亡。莫罗被安葬在圣彼得堡涅瓦大道的圣叶卡捷琳娜教堂中。

## 生平

### 早年
莫罗出生于布列塔尼的莫尔莱。他的父亲是一名成功的律师，他没有让莫罗参军，而是坚持让莫罗在雷恩第一大学学习法律。年轻的莫罗没有表现出对法律的兴趣，但他陶醉于学生生活的自由。他没有拿到学位，但继续以学生们的英雄和领袖的身份与他们生活在一起，并把他们组织成一支小军队，由他担任教务长（provest）。1788年，他領導該地的學生運動，反對國王路易十六企图限制巴黎高等法院權限。当1789年到来的时候，他命令学生们在雷恩每天进行一次贵族学生和平民学生间的斗殴。

### 早期军队经历

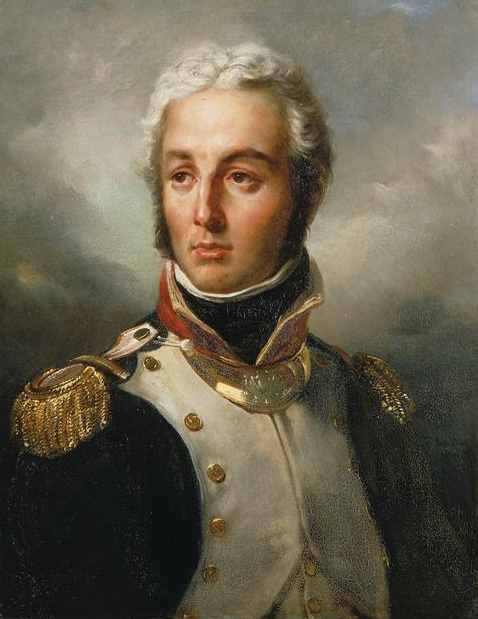
1792年，莫罗任伊勒-维莱讷省志愿军的中校。

法國大革命爆發後，莫羅立即在雷恩組織一支國民自衛軍。1791年當選為伊勒-维莱讷自衛軍中校營長，由夏尔·弗朗索瓦·迪穆里埃指挥。1793年晋升为准将。翌年法國與奧地利和普魯士開戰，卡诺将军晋升他为少将，并让他在佛兰德的让-夏尔·皮舍格吕右翼军队麾下作战。

### 一次杰出的撤退
图尔宽战役中，莫罗一战成名。1795年他被任命为莱茵和摩泽尔军团的指挥官，之后他首先跨越了莱茵河进入德国境内。最初他赢得了一些胜利，但在奥地利大公查理的反击下，最后不得不撤退。然而，他执行撤退的技巧（这被认为是此类行动的典范）极大地提高了他自己的声誉。

### 身陷阴谋
1797年，他的军队度過漫长的困难时期（资金和物资缺乏）并再次渡过莱茵河，但由于拿破仑和奥地利大公国之间缔结莱奥本条约（Treaty of Leoben），他的行动受到阻碍。就在这个时候，他发现他的老伙伴兼指挥官让-夏尔·皮舍格吕和流亡国外的路易五世·约瑟夫·德·波旁之间有一封背信弃义的通信，但他已经以皮舍格吕的辩护人的身份参与社会舆论，反对人们指责皮舍格吕不忠。而现在他愚蠢地隐瞒了他的发现，结果从那时起他被怀疑是同谋。得到消息后，他把信件寄往巴黎，并向军队发布公告，谴责皮舍格吕是叛徒，但为时已晚。
莫罗因此被停职，直到1799年。由于波拿巴的缺席和俄国指挥官亚历山大·苏沃洛夫的胜利推进，他才被重新雇用。